# Allocosa mafensis
Allocosa mafensis là một loài nhện trong họ wolfspinnen (Lycosidae).
Loài này thuộc chi Allocosa. Allocosa mafensis được George Newbold Lawrence miêu tả năm 1927.